# Japán nemzeti pecsétjei
Japán pecsétjei a következő jelképek, amelyeket a császár és a japán kormány hitelesítési céllal használ:
- A Japán kormány pecsétje (más néven Paulownia pecsét).
- A japán császár pecsétje ( más néven Krizantém pecsét).
- Japán titkos pecsétje.
- Japán állami pecsétje (más néven Japán nagy pecsétje).

## Képek

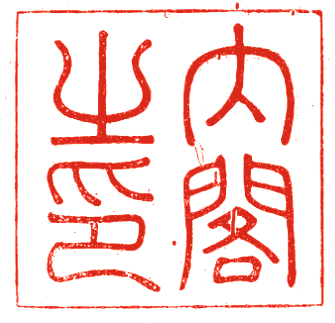
A minisztertanács pecsétje.
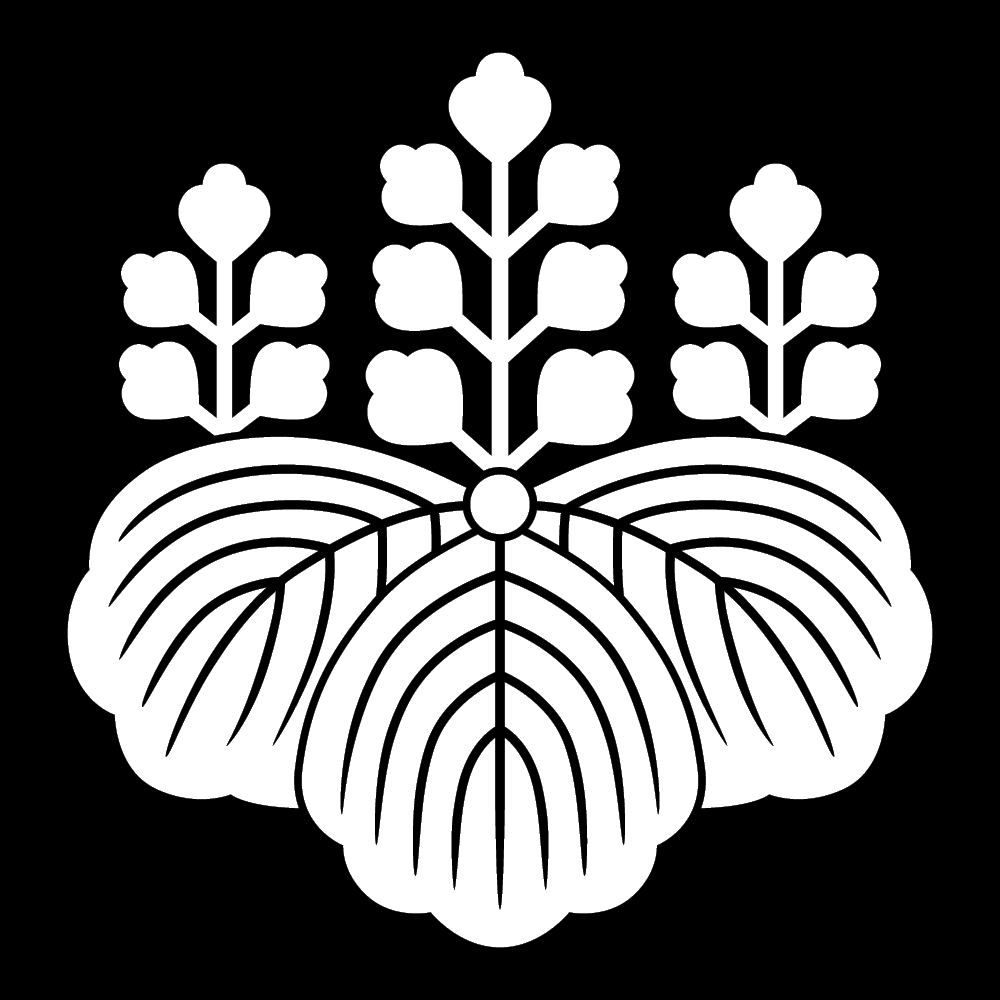
A kormány pecsétje.
Császári pecsét.
A titkos pecsét.
Állami pecsét.

## Internetes források
- Emperor Showa signing documents and using the State and Privy Seal of Japan
- Japan Crest free material hakkodaiodo —Detailed commentary on Japanese kamon and a list of images. Free material is eps format (in japanese).

## Fordítás
Ez a szócikk részben vagy egészben  a   National seals of Japan című angol Wikipédia-szócikk ezen változatának fordításán alapul.  Az eredeti cikk szerkesztőit annak laptörténete sorolja fel. Ez a jelzés csupán a megfogalmazás eredetét és a szerzői jogokat jelzi, nem szolgál a cikkben szereplő információk forrásmegjelöléseként.